# Pietro Brollo
Pietro Brollo (Tolmezzo, 1 december 1933 - aldaar, 5 december 2019) was een Italiaans geestelijke en aartsbisschop van de Rooms-Katholieke Kerk.
Brollo studeerde aan het aartsdiocesaan seminarie van Udine en aan de Pauselijke Lateraanse Universiteit in Rome. Hij werd op 17 maart 1957 priester gewijd. Hij was moderator van de Udinese afdeling van de Federazione Universitaria Cattolica Italiana, rector van het aartsbisschoppelijk seminarie en aartspriester van de kathedraal van Ampezzo en later van de dom van Gemona del Friuli.
Paus Johannes Paulus II benoemde hem op 21 oktober 1985 tot hulpbisschop van Udine en tot titulair bisschop van Zuglio Carnico. Zijn wapenspreuk luidde: In verbo tuo laxabo rete (Op Uw woord zal ik het net uitwerpen, Lucas 5:5) Op 2 januari 1996 werd hij bisschop van bisdom Belluno-Feltre en in 2000 aartsbisschop-metropoliet van Udine. In 2009 ging hij met emeritaat. Als aartsbisschop van Udine werd hij opgevolgd door Andrea Bruno Mazzocato.